# Aeroportul Lorient South Brittany
Aeroportul Lorient South Brittany (IATA: LRT, ICAO: LFRH) este un aeroport din Ploemeur, Morbihan, Bretania, Zona de apărare și securitate Vest⁠(d), Franța metropolitană, Franța ce deservește zona Lorient. Aeroportul a fost tranzitat în 2022 de 6.244 de pasageri. A fost deschis în 1942 și numit după zona deservită.
Situat la o altitudine de 49 m, aeroportul dispune de 2 piste. Este operat de Chambre de commerce et d'industrie du Morbihan⁠(d).

## Infrastructură

### Piste
Aeroportul dispune de 2 piste. Pista are orientarea 02/20. Pista are orientarea 07/25. 